# Louis Reijtenbagh
Louis Reijtenbagh (geboren op 18 juli 1946) is een Nederlandse zakenman, investeerder, kunstverzamelaar en gepensioneerd huisarts. Hij is de oprichter en bestuursvoorzitter van The Plaza Group (“Plaza”), een particuliere, onafhankelijke internationale investeringsmaatschappij die uitsluitend is gevormd om het kapitaal van Reijtenbagh en zijn naaste familieleden te beheren. De activiteiten worden verricht vanuit Monaco, Luxemburg, New York en Hongkong.

## Jeugd en carrière
Reijtenbagh groeide op in Overijssel. Hij studeerde in 1975 af aan de Radboud Universiteit in Nijmegen (de toenmalige Katholieke Universiteit Nijmegen), waar hij geneeskunde studeerde. Reijtenbagh werd een studiebeurs van het Fulbright Program toegekend die het hem mogelijk maakte om cardiologie te studeren aan de Northwestern University in Chicago, Illinois. Tijdens zijn studie werkte Reijtenbagh vrijwillig in het Acworth Leprosy Hospital in Bombay, India. Reijtenbagh runde een eigen huisartsenpraktijk in Almelo van 1975 tot 1990.
Reijtenbagh heeft altijd belangstelling gehad voor de financiële markten. Sinds zijn studie is hij actief met investeringen die voornamelijk bestonden uit macro-economische en discretionaire long/short beleggingen. In 1985 richtte hij in Nederland Plaza op om investeringen te kunnen doen in verschillende vermogenscategorieën. Sinds 1995 beheert Reijtenbagh al zijn beleggingen vanuit Monaco waar het hoofdkantoor van Plaza gevestigd is. De onderneming streeft onafhankelijk en opportunistisch naar het behalen van een sterk rendement in verschillende vermogenscategorieën.

## Privéleven
Reijtenbagh verhuisde van Nederland naar Monaco in 1995. Hij is getrouwd en heeft twee zonen.

## Kunstverzamelaar
Reijtenbagh is een fervent kunstverzamelaar wiens verzameling bestaat en heeft bestaan uit werken van onder anderen Rembrandt van Rijn, Vincent van Gogh, Pablo Picasso, Claude Monet, Kees van Dongen, Giorgio de Chirico, Edgar Degas en Pierre Bonnard. In september 2008 verkocht Reijtenbagh het schilderij De bocht van de Herengracht van Gerrit Adriaensz Berckheyde aan het Rijksmuseum in Amsterdam. Financiële details over deze verkoop werden niet bekendgemaakt. Eerder hing dit schilderij in the National Gallery of Art in Washington, D.C.